# Батталова, Гаухар Тимерхановна
Гаухар Тимерхановна Батталова (Батталова-Галиева) (баш. Гәүһәр Тимерхан ҡыҙы Батталова; род. 22 декабря 1965 года, Уфа) ― российская тележурналистка, госслужащая и автор сценариев к документальным фильмам о выдающихся башкирских деятелях.

## Биография
Гаухар Тимерхановна Батталова родилась 22 декабря 1965 года в Уфе, Башкирской АССР. В 1988 году окончила Башкирский государственный университет, после чего работала редактором детских и юношеских программ на телевидении. В период с 1999 по 2010 год занимала должность редактора общественно-политических программ ГТРК «Башкортостан». С 2011 года ― директор историко-культурного музея-заповедника «Древняя Уфа», входящего в управление по государственной охране объектов культурного наследия Республики Башкортостан.
С 2023 года ― главный редактор телеканала БСТ.

## Фильмография
Гаухар Батталова является сценаристом нескольких документальных фильмов о таких выдающихся деятелях башкирской истории как: Салават Юлаев, Рашит Назар и Ахмет-Заки Валиди.
| Год  |     | Русское название                           | Оригинальное название            | Роль      |
| ---- | --- | ------------------------------------------ | -------------------------------- | --------- |
| 2002 | док | Батыр                                      | Оригинальное название неизвестно | сценарист |
| 2002 | док | Кисет                                      | Янсыҡ                            | сценарист |
| 2002 | док | Эльбрус                                    | Оригинальное название неизвестно | сценарист |
| 2003 | док | Сердце                                     | Йөрәк                            | сценарист |
| 2004 | док | Я не умер, башкиры!                        | Мин үлмәнем, башҡорттар!         | сценарист |
| 2006 | док | Притяжение Земли                           | Ер ҡөҙрәте                       | сценарист |
| 2010 | док | Ахмет‑Заки Валиди Тоган. Долгий путь домой | Оригинальное название неизвестно | сценарист |
| 2021 | док | Меня зовут Салават                         | Оригинальное название неизвестно | сценарист |
| 2024 | док | Место силы. Визит-центр «Тура-хан»         | Оригинальное название неизвестно | сценарист |

## Звания и награды
- Лауреат премии имени Шагита Худайбердина[баш.] (2002)[1][3].
- Заслуженный работник печати и массовой информации Республики Башкортостан (2002)[1].